# Красильниково (посёлок, Костромская область)
Красильниково — посёлок в составе Дмитриевского сельского поселения Галичского района Костромской области России.

## География
Находится на востоке Галичского района, недалеко от главного хода Транссибирской магистрали. Рядом с посёлком располагается железнодорожный разъезд Красильниково.

## История
Поселок образовался в послевоенное время неподалеку от деревни с одноимённым названием.
До муниципальной реформы 2010 года посёлок являлся административным центром Красильниковского сельского поселения.

## Население
| 2008 | 2010 | 2012 | 2014 |
| ---- | ---- | ---- | ---- |
| 284  | ↘252 | ↗280 | ↘276 |

## Инфраструктура
Основное предприятие посёлка — лесоперерабатывающее предприятие ООО «Красильниковский лесопункт».
В Красильникове функционируют детский сад, основная общеобразовательная школа, фельдшерско-акушерский пункт. Имеется несколько торговых точек.